# 竹内歌子
竹内 歌子（たけうち うたこ、1915年12月15日 – 没年不明）は日本の政治家、衆議院議員（1期）。

## 来歴
岡山県牛窓町（現瀬戸内市）生まれ。山陽高等女学校（のち山陽女子中学校・高等学校、現・山陽学園中学校・高等学校）卒。都新聞に入り記者となり、その後国際通信社に移る。報知新聞社監査役、1942年東京第一服装女学院長に就任。1944年に退任し、王子産業（株）取締役になる。1946年に房総産業（株）代表取締役社長になり、同年に行われた第22回衆議院議員総選挙に千葉県から新日本青年党公認で立候補して当選する。翌1947年の総選挙で埼玉1区から民主党公認で立候補して落選した。その後は再び選挙に出ることはなかった。